# ゴルゴル・メブラートゥ
ゴルゴル・メブラートゥ（Golgol Mebrahtu、1990年8月28日 - ）はスーダン・ハルツーム出身の元オーストラリアU23代表サッカー選手。ポジションは、フォワード。プスカシュ・アカデーミアFC所属。

## 経歴
1999年、エチオピア・エリトリア国境紛争から逃れるため家族と共にオーストラリアに亡命し、オーストラリア国籍を取得した。
2009年にAリーグ（1部）に属するゴールドコースト・ユナイテッドFCでプロデビューを果たした後、メルボルン・シティFCやウェスタン・シドニー・ワンダラーズFCでプレー。
ウェスタン・シドニー・ワンダラーズFCでは髙萩洋次郎（現FC東京）や田中裕介（現ファジアーノ岡山）と共にプレーしている。
2016年7月、チェコ1部に属するFKムラダー・ボレスラフに移籍した。
Aリーグでは主にウィングとしてプレーしていたが、チェコ1部に移籍以降は主にセンターフォワードとしてプレーするようになると特徴のスピードを生かして得点を重ねるようになり、リーグ戦では32試合で14得点2アシスト、チェコカップでは4試合で2得点、UEFAヨーロッパリーグでは6試合で3得点を記録した。

## タイトル

### クラブ
ゴールドコースト・ユナイテッドFC
- ナショナルユースリーグ 優勝（1回）：2009-2010

ウェスタン・シドニー・ワンダラーズFC
- AFCチャンピオンズリーグ2014 優勝（1回）：2014
- Aリーグ 準優勝（2回）：2014、2016

## 代表歴
2011年6月にオリヴァー・ボザニッチ（現ヴァンフォーレ甲府）らと共にオーストラリアU23代表に招集された。2011年6月1日に開催された日本U23代表戦で代表戦デビューを飾り、主に山口螢、比嘉祐介、濱田水輝らとマッチアップした
。